# Atrasana olivacea
Atrasana olivacea är en fjärilsart som beskrevs av Sergius G. Kiriakoff 1955. Atrasana olivacea ingår i släktet Atrasana och familjen tandspinnare. Inga underarter finns listade i Catalogue of Life.